# فاطمة سلطان (ابنة أحمد الثالث)
فاطمة سلطان (حوالي 1704 ـ 3 يناير 1733) أميرة عثمانية، هي ابنة السلطان أحمد الثالث (من زوجته أمة الله قادين أفندي) وزوجة الصدر الأعظم الداماد إبراهيم باشا النوشهري. تدخلت في شؤون الدولة في أواخر عصر الخزامى (1703 ـ 1730).

## زواجها
تزوجت فاطمة سلطان مرتين، الأولى وهي في الخامسة من عمرها (13 مايو 1709)، وكانت من علي باشا السلحدار، الذي صار فيما بعد صدرًا أعظم، والذي لم يدخل بها حتى وفاته لعدم بلوغها، ولمصرعه في القتال مع النمساويين سنة 1713، وصارت العذراء ابنة التاسعة أرملة بعد زواج دام أربع سنوات.
وفي 21 يناير 1717، تزوجت الأرملة العذراء زيجتها الثانية من الصدر الأعظم إبراهيم باشا، الذي دخل بها في 18 فبراير 1717، وأنجبت منه محمد بك.

## وفاتها
توفيت فاطمة سلطان في 3 يناير 1733، ودُفنت في يني جامع بالآستانة.